# Šamanichovité

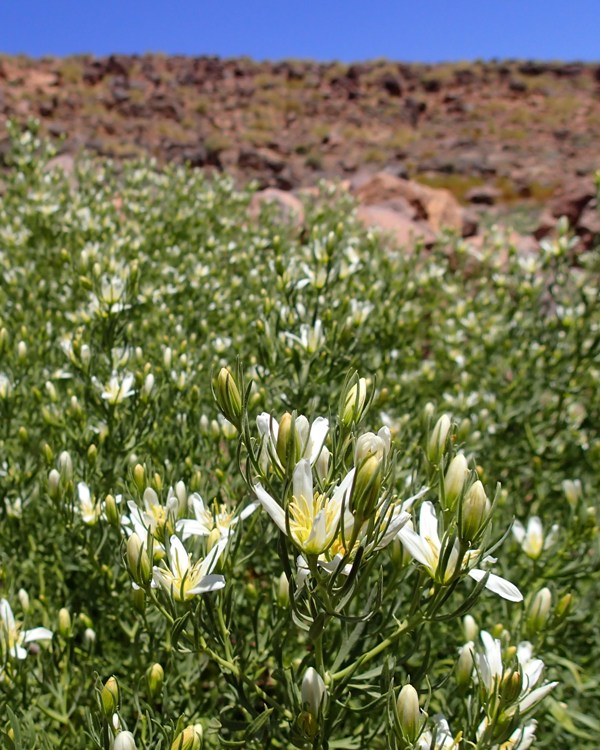
Porost harmaly stepní

Šamanichovité (Nitrariaceae) je čeleď rostlin z řádu mýdelníkotvaré. Jsou to byliny až keře s jednoduchými, celistvými až hluboce členěnými listy a čtyř nebo pětičetnými, bílými nebo žlutými až žlutozelenými květy. Plodem je tobolka, bobule nebo peckovice. Čeleď zahrnuje 14 druhů ve 4 rodech. Je zastoupena s nerovnoměrnou četností v sušších oblastech všech kontinentů. V České republice se žádný zástupce nevyskytuje. V rámci Evropy roste ve Středomoří harmala stepní, ve východní či jihovýchodní Evropě jsou zastoupeny rody šamanicha a Tetradiclis.
Čeleď nemá velký hospodářský význam. Některé druhy jsou používány v tradiční medicíně. Harmala stepní slouží také jako halucinogen.

## Popis
Zástupci čeledi šamanichovité jsou jednoleté či vytrvalé, poléhavé či vzpřímeně rostoucí byliny, polokeře a keře. Listy jsou střídavé, ve svazečcích nebo řidčeji vstřícné (rod Tetradiclis), celistvé až hluboce členěné v čárkovité úkrojky. Květy jsou většinou oboupohlavné, jednotlivé nebo v klasovitých či vijanovitých vrcholících. Kalich je vytrvalý, čtyř nebo pětičetný. Koruna je bílá, žlutá nebo žlutozelená, čtyř nebo pětičetná. Tyčinek je 4 nebo 15, výjimečně 10. Semeník je srostlý ze 2 až 6 plodolistů a se stejným počtem komůrek. Blizny jsou sbíhavé. Plodem je tobolka, bobule nebo peckovice.

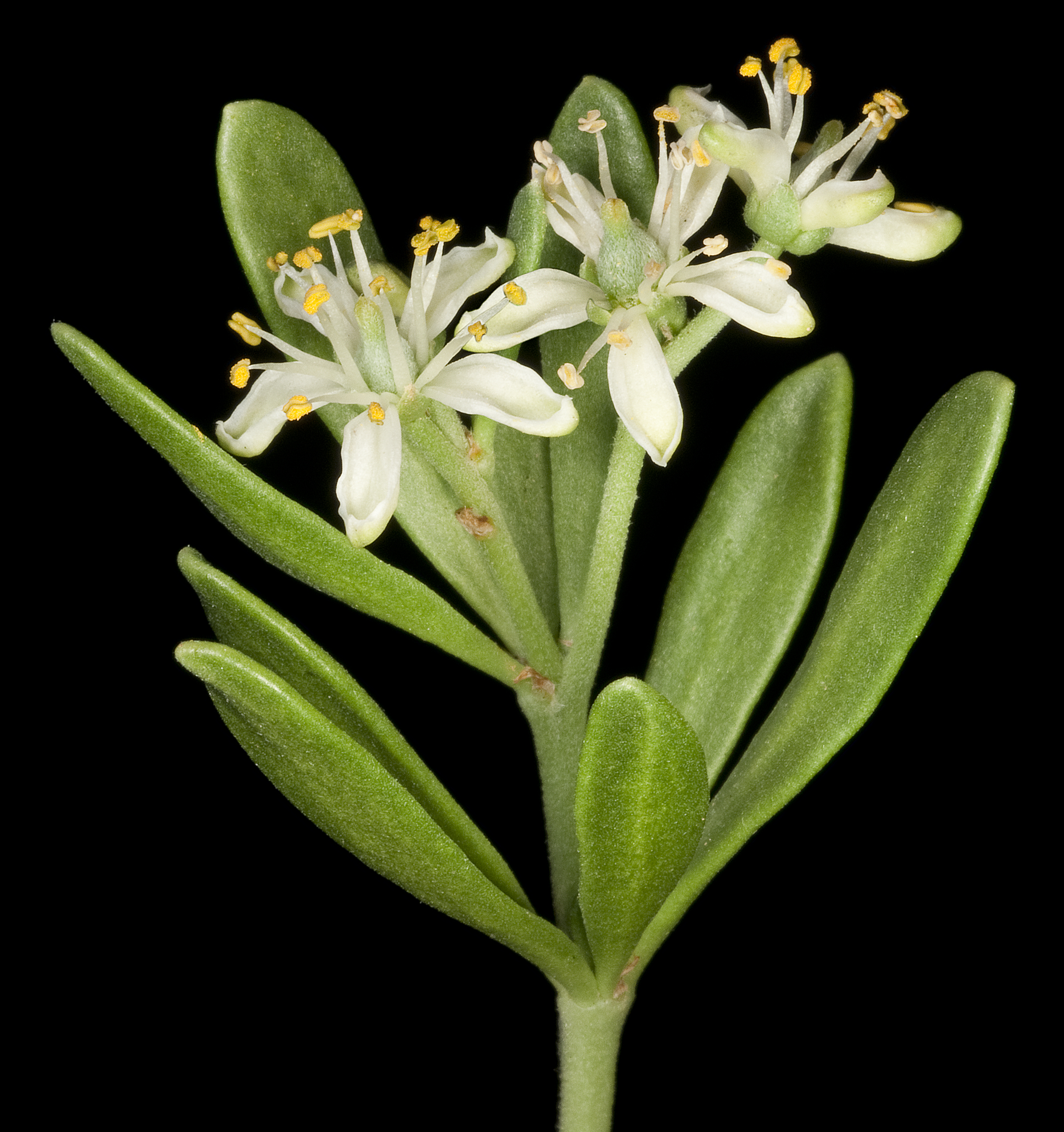
Detail květenství Nitraria billardierei
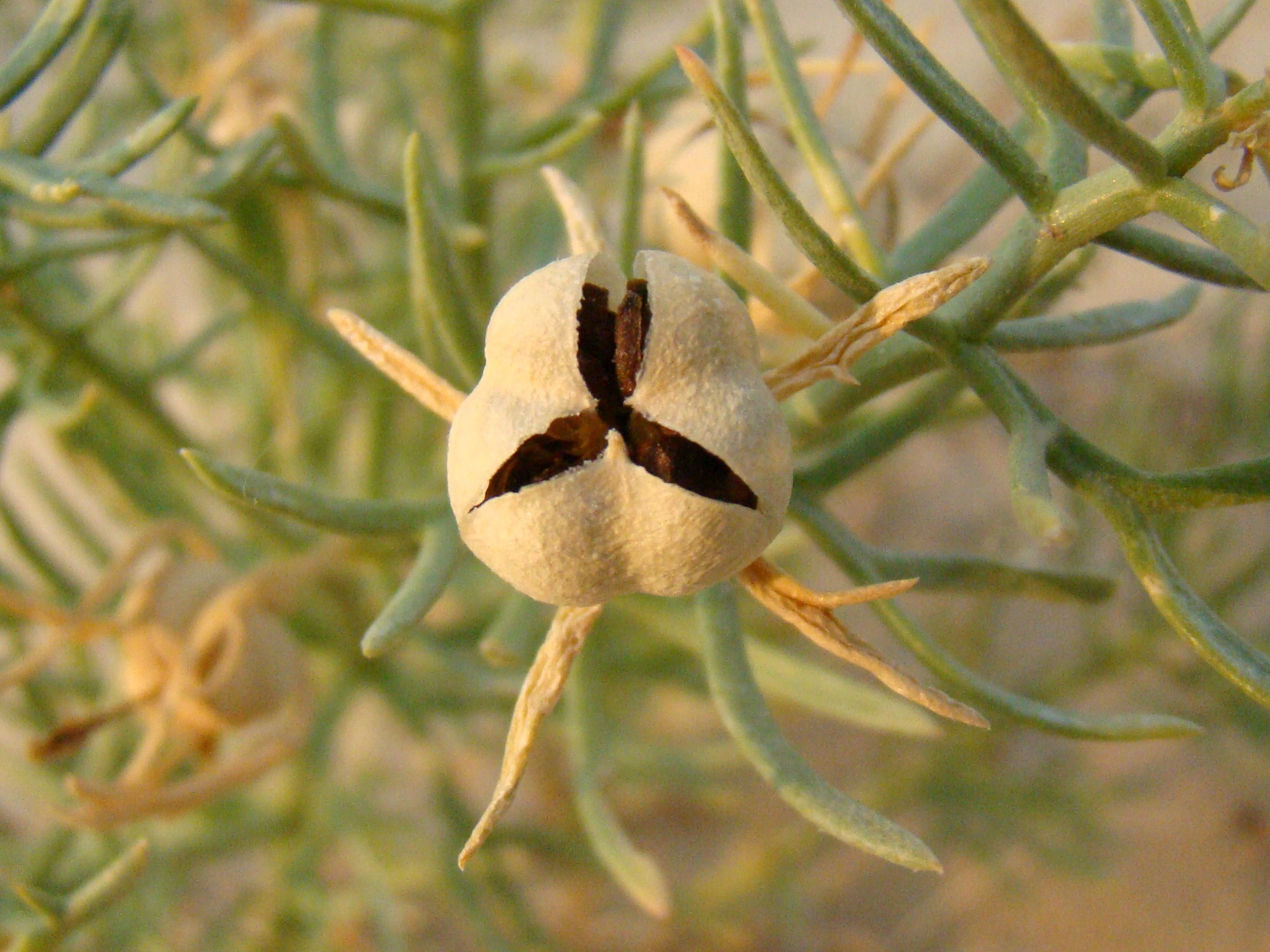
Zralý plod harmaly stepní

## Rozšíření a ekologie
Čeleď šamanichovité zahrnuje 14 druhů ve 4 rodech. Je s nestejnou četností zastoupena v suchých oblastech všech kontinentů (s výjimkou Antarktidy). Největší počet druhů se vyskytuje ve Střední Asii (9 druhů) a Jihozápadní Asii (8 druhů). V obou těchto oblastech jsou také zastoupeny všechny rody této čeledi.
V evropské květeně je čeleď zastoupena 4 druhy. Porůznu ve Středomoří roste Peganum harmala, v jihovýchodní Evropě Nitraria schoberi, v jižním Rusku Nitraria komarovi a Tetradiclis tenella.
V Americe jsou šamanichovité zastoupeny jediným druhem, Peganum mexicanum, který se vyskytuje v jižních oblastech USA a Mexiku. Rovněž v Austrálii roste jediný druh, Nitraria bellardierei.
Zástupci čeledi rostou ponejvíce na slaniskách a zasolených půdách v suchých, aridních oblastech. Šamanichy náležejí v tomto směru k nejodolnějším rostlinám a množství soli (chloridu sodného) v jejich sušině může dosáhnout až 14 %.

## Taxonomie
V klasických taxonomických systémech byly rody čeledi Nitrariaceae kladeny do blízkosti čeledi Zygophyllaceae v rámci samostatných čeledí Nitrariaceae a Peganaceae (Dahlgren), případně i Tetradiclidaceae (Tachtadžjan), nebo byly všechny spojovány do široce pojaté čeledi Zygophyllaceae (Cronquist). Výsledky molekulárních studií ukázaly, že čeledi Nitrariaceae a Zygophyllaceae si nejsou navzdory některým společným znakům (zejm. morfologie pylu, anatomie květů, embryologie a chemotaxonomie) bezprostředně příbuzné. V systému APG se dokonce ocitly v rozdílných řádech skupiny označované jako Rosids. Pojetí čeledi Nitrariaceae není dosud zcela ustálené. V systému APG IV je pojata široce a zahrnuje 4 rody. Naproti tomu např. v Kubitzkiho díle The families and genera of vascular plants je poukazováno na to, že rod Nitraria se od ostatních 3 rodů významně odlišuje a v předloženém systému je do čeledi Nitrariaceae je zařazen pouze tento rod, zatímco zbývající rody jsou odděleny do čeledi Tetradiclidaceae.

## Zástupci
- harmala (Peganum)
- šamanicha (Nitraria)[8]

## Význam

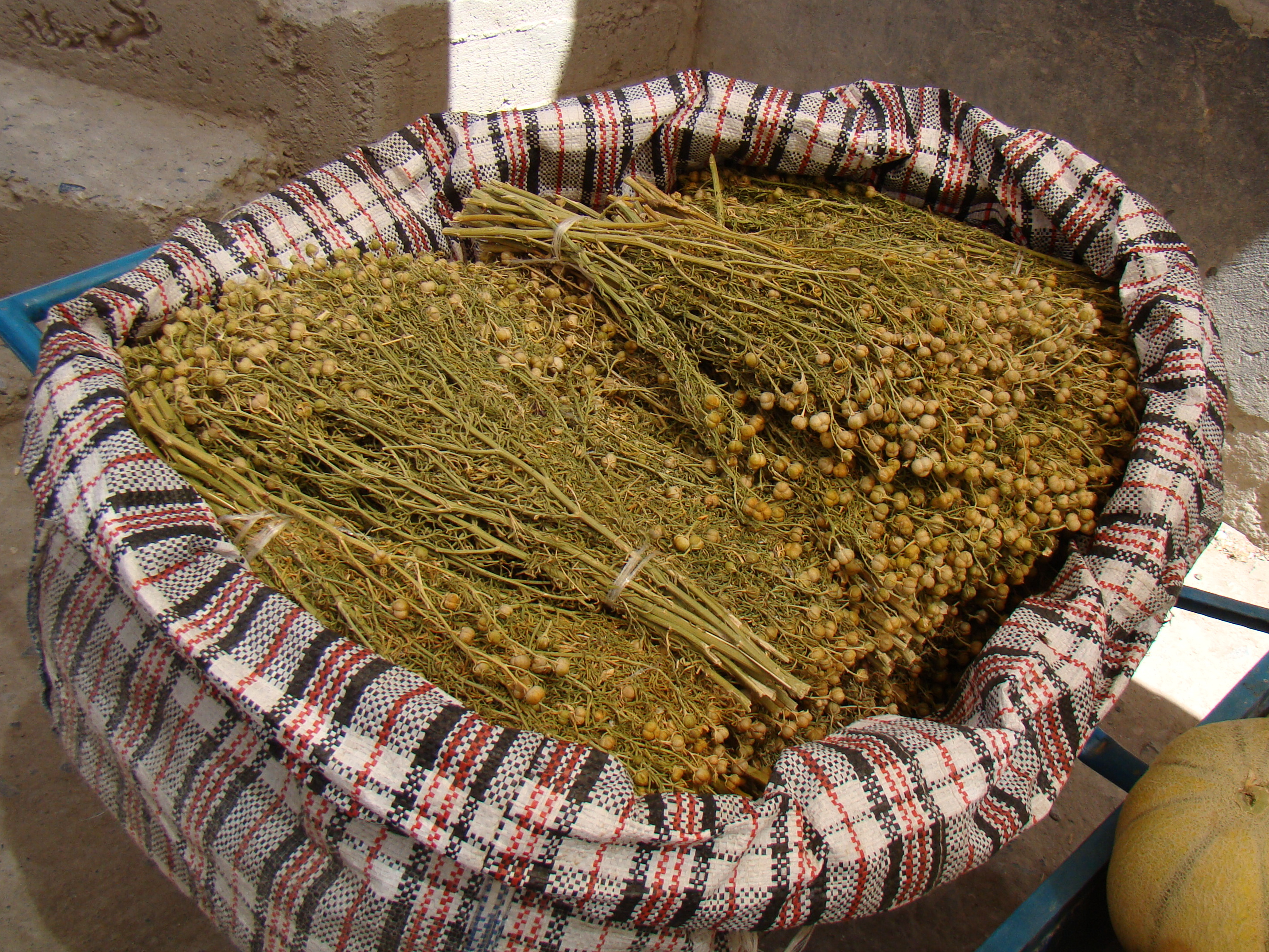
Sklizená nať harmaly stepní

Hospodářský význam celé čeledi je nízký a spíše jen lokální. Jedlé plody šamanichy Nitraria schoberi a příbuzných druhů konzumují domorodci v Kaspické oblasti. Některé druhy jsou využívány v domorodé medicíně. Harmala stepní je používána jako halucinogen a v tradiční medicíně. Rostlina je jedovatá.
Ze semen harmaly se připravuje červené barvivo, které je používáno k barvení tradičních tureckých fezů.

## Seznam rodů
Malacocarpus, Nitraria, Peganum, Tetradiclis